# Diga di Godey
La diga di Godey è una diga in terra situata in Svizzera, nel Canton Vallese, nei pressi di Godey, frazione di Ardon.

## Descrizione
Ha un'altezza di 35 metri e il coronamento è lungo 170 metri. Il volume della diga è di 300.000 metri cubi.
Il lago creato dallo sbarramento ha un volume massimo di 0.93 milioni di metri cubi, una lunghezza di 500 metri e un'altitudine massima di 1398 m s.l.m. Lo sfioratore ha una capacità di 60 metri cubi al secondo.
Le acque del lago vengono sfruttate dall'azienda Lizerne et Morge SA di Sion.